# Paráfrasis del padrenuestro

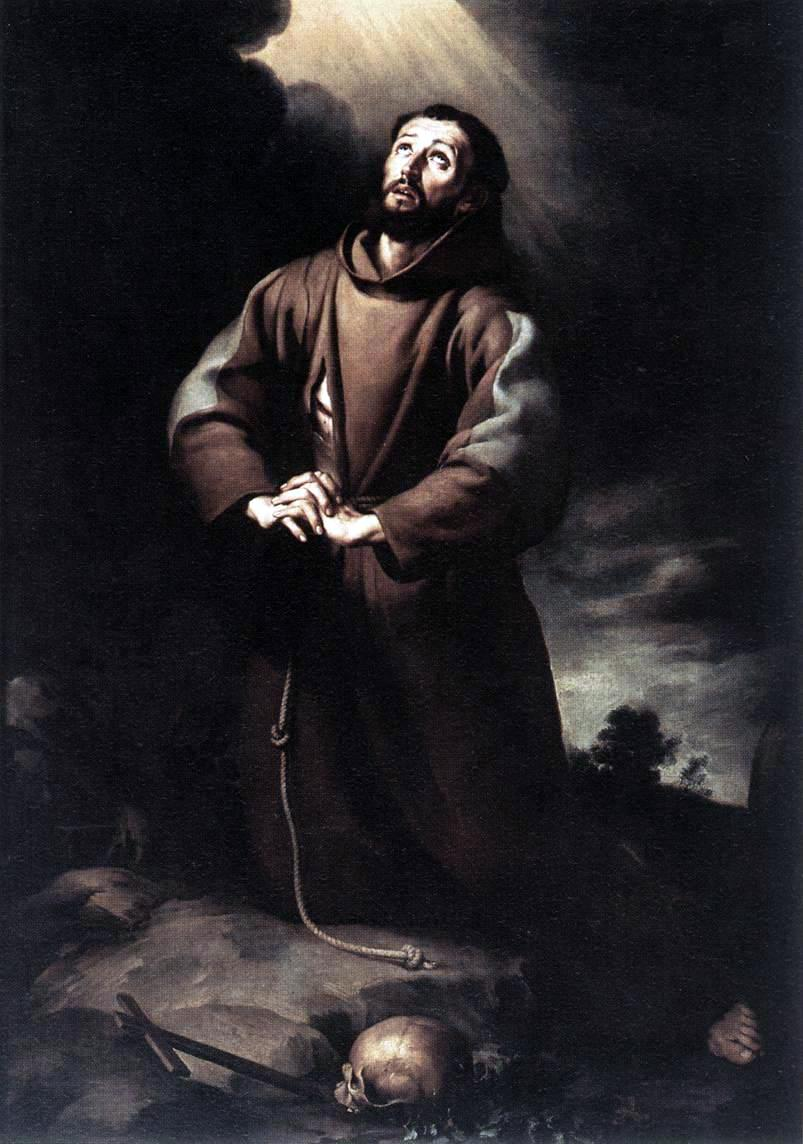
San Francisco de Asís por el pintor Murillo.

La paráfrasis del padrenuestro hace referencia al punto culminante de la vida mística y de entrega a Dios de san Francisco de Asís (1182-1228), el momento en el que renunció a las riquezas y a la posición de su padre Bernardone e incluso se despojó de sus ropas, regresándoselas a su padre en público y se acogió como hijo de Dios y reconoció como padre sólo en el Señor. Las hagiografías coinciden que las palabras de Francisco fueron en esencia: «Desde ahora diré con libertad: Padre nuestro, que estás en los cielos...».
La fecha de composición de la paráfrasis del padrenuestro no es segura.
Francisco considera el padrenuestro como resumen de los Evangelios; allí expresa su convicción de que el Reino se recibe y se acoge porque nos ha sido regalado.

## Santísimo Padre Nuestro
¡Santísimo Padre nuestro!, ¡creador, redentor, consolador y salvador nuestro! 
Que estás en los cielos: 
en los ángeles y en los santos; iluminándolos para conocer, porque tú, Señor, eres la luz; inflamándolos para amar, porque tú, Señor, eres el amor; habitando en ellos y colmándolos para gozar, porque tú, Señor, eres el bien sumo, eterno, de quien todo bien procede, sin quien no hay bien alguno. 
Santificado sea tu nombre: 
clarificada sea en nosotros tu noticia, para que conozcamos cuál es la anchura de tus beneficios, la largura de tus promesas, la altura de la majestad y la hondura de los juicios (Ef 3,18). 
Venga a nosotros tu reino: 
para que reines tú en nosotros por la gracia y nos hagas llegar a tu reino, donde se halla la visión manifiesta de ti, el perfecto amor a ti, tu dichosa compañía, la fruición de ti por siempre. 
Hágase tu voluntad, como en el cielo, también en la Tierra: 
para que te amemos con todo el corazón (cf. Lc 10,27), pensando siempre en ti; con toda el alma, deseándote siempre a ti; con toda la mente, dirigiendo todas nuestras intenciones a ti, buscando en todo tu honor; y con todas nuestras fuerzas, empleando todas nuestras energías y los sentidos del alma y del cuerpo en servicio, no de otra cosa, sino del amor a ti; y para que amemos a nuestros prójimos como a nosotros mismos, atrayendo a todos, según podamos, a tu amor, alegrándonos de los bienes ajenos como de los nuestros y compadeciéndolos en los males y no ofendiendo a nadie (cf. 2 Cor 6,3). 
El pan nuestro de cada día: 
tu amado Hijo, nuestro Señor Jesucristo, dánosle hoy: para que recordemos, comprendamos y veneremos el amor que nos tuvo y cuanto por nosotros dijo, hizo y padeció.
Y perdónanos nuestras deudas: 
por tu inefable misericordia, por la virtud de la pasión de tu amado Hijo y por los méritos e intercesión de la beatísima Virgen y de todos tus elegidos. 
Así como nosotros perdonamos a nuestros deudores: 
y lo que no perdonamos plenamente, haz tú, Señor, que plenamente lo perdonemos, para que por ti amemos de verdad a los enemigos y en favor de ellos intercedamos devotamente ante ti, no devolviendo a nadie mal por mal (cf. lTes 5,15), y para que procuremos ser en ti útiles en todo. 
Y no nos dejes caer en tentación: 
oculta o manifiesta, imprevista o insistente. 
Mas líbranos del mal: 
pasado, presente y futuro. 
Amen.